# 邦雅曼·孔波雷
邦雅曼·孔波雷（法語：Benjamin Compaoré，1987年8月5日—），法国男子田径运动员，2014年欧洲田径锦标赛男子三级跳远金牌得主、2016年世界室内田径锦标赛男子三级跳远铜牌得主。